# Copa de Islandia
La Copa Islandesa de Fútbol, actualmente llamada VISA-bikar por el patrocinio de la empresa VISA, es un torneo por eliminatorias disputado en Islandia.
Comenzó a disputarse en el año 1960. Hasta 1972 las finales se disputaban en el Estadio Melavöllur al final de la temporada, los meses de octubre o noviembre. Desde 1973, las finales se disputan en el Estadio Laugardalsvöllur (el estadio nacional) al final de la temporada, entre los meses de septiembre y octubre.
El campeón accede a la primera ronda de clasificación de la Liga Europea de la UEFA.

## Historial
| Temporada | Campeón                                     | Resultado                                   | Finalista                                   | Sede de la final                            |
| --------- | ------------------------------------------- | ------------------------------------------- | ------------------------------------------- | ------------------------------------------- |
| 1960      | KR Reykjavík                                | 2 - 0                                       | Fram Reykjavík                              | Melavöllur, Reykjavík                       |
| 1961      | KR Reykjavík                                | 4 - 3                                       | ÍA Akranes                                  | Melavöllur, Reykjavík                       |
| 1962      | KR Reykjavík                                | 3 - 0                                       | Fram Reykjavík                              | Melavöllur, Reykjavík                       |
| 1963      | KR Reykjavík                                | 4 - 1                                       | ÍA Akranes                                  | Melavöllur, Reykjavík                       |
| 1964      | KR Reykjavík                                | 4 - 0                                       | ÍA Akranes                                  | Melavöllur, Reykjavík                       |
| 1965      | Valur Reykjavík                             | 5 - 3                                       | ÍA Akranes                                  | Melavöllur, Reykjavík                       |
| 1966      | KR Reykjavík                                | 1 - 0                                       | Valur Reykjavík                             | Melavöllur, Reykjavík                       |
| 1967      | KR Reykjavík                                | 3 - 0                                       | Víkingur Reykjavík                          | Melavöllur, Reykjavík                       |
| 1968      | ÍBV Vestmannæyjar                           | 2 - 1                                       | KR-b Reykjavík                              | Melavöllur, Reykjavík                       |
| 1969      | ÍB Akureyri                                 | 1 - 1, 3 - 2 (rep.)                         | ÍA Akranes                                  | Melavöllur, Reykjavík                       |
| 1970      | Fram Reykjavík                              | 2 - 1                                       | ÍBV Vestmannæyjar                           | Melavöllur, Reykjavík                       |
| 1971      | Víkingur Reykjavík                          | 1 - 0                                       | Breiðablik Kopavogur                        | Melavöllur, Reykjavík                       |
| 1972      | ÍBV Vestmannæyjar                           | 2 - 0                                       | FH Hafnarfjörður                            | Melavöllur, Reykjavík                       |
| 1973      | Fram Reykjavík                              | 2 - 1                                       | ÍBK Keflavík                                | Laugardalsvöllur, Reikiavik                 |
| 1974      | Valur Reykjavík                             | 5 - 0                                       | ÍA Akranes                                  | Laugardalsvöllur, Reikiavik                 |
| 1975      | ÍBK Keflavík                                | 1 - 0                                       | ÍA Akranes                                  | Laugardalsvöllur, Reikiavik                 |
| 1976      | Valur Reykjavík                             | 3 - 0                                       | ÍA Akranes                                  | Laugardalsvöllur, Reikiavik                 |
| 1977      | Valur Reykjavík                             | 4 - 1                                       | Fram Reykjavík                              | Laugardalsvöllur, Reikiavik                 |
| 1978      | ÍA Akranes                                  | 1 - 0                                       | Valur Reykjavík                             | Laugardalsvöllur, Reikiavik                 |
| 1979      | Fram Reykjavík                              | 1 - 0                                       | Valur Reykjavík                             | Laugardalsvöllur, Reikiavik                 |
| 1980      | Fram Reykjavík                              | 2 - 1                                       | ÍBV Vestmannæyjar                           | Laugardalsvöllur, Reikiavik                 |
| 1981      | ÍBV Vestmannæyjar                           | 3 - 2                                       | Fram Reykjavík                              | Laugardalsvöllur, Reikiavik                 |
| 1982      | ÍA Akranes                                  | 2 - 1                                       | ÍBK Keflavík                                | Laugardalsvöllur, Reikiavik                 |
| 1983      | ÍA Akranes                                  | 2 - 1                                       | ÍBV Vestmannæyjar                           | Laugardalsvöllur, Reikiavik                 |
| 1984      | ÍA Akranes                                  | 2 - 1                                       | Fram Reykjavík                              | Laugardalsvöllur, Reikiavik                 |
| 1985      | Fram Reykjavík                              | 3 - 1                                       | ÍBK Keflavík                                | Laugardalsvöllur, Reikiavik                 |
| 1986      | ÍA Akranes                                  | 2 - 1                                       | Fram Reykjavík                              | Laugardalsvöllur, Reikiavik                 |
| 1987      | Fram Reykjavík                              | 5 - 0                                       | Víðir Gerda                                 | Laugardalsvöllur, Reikiavik                 |
| 1988      | Valur Reykjavík                             | 2 - 1                                       | ÍBK Keflavík                                | Laugardalsvöllur, Reikiavik                 |
| 1989      | Fram Reykjavík                              | 3 - 1                                       | KR Reykjavík                                | Laugardalsvöllur, Reikiavik                 |
| 1990      | Valur Reykjavík                             | 0 - 0, 0 - 0 (5-3 pen.)                     | KR Reykjavík                                | Laugardalsvöllur, Reikiavik                 |
| 1991      | Valur Reykjavík                             | 1 - 1, 4 - 0                                | FH Hafnarfjörður                            | Laugardalsvöllur, Reikiavik                 |
| 1992      | Valur Reykjavík                             | 5 - 2                                       | KA Akureyri                                 | Laugardalsvöllur, Reikiavik                 |
| 1993      | ÍA Akranes                                  | 2 - 1                                       | ÍBK Keflavík                                | Laugardalsvöllur, Reikiavik                 |
| 1994      | KR Reykjavík                                | 2 - 0                                       | UG Grindavík                                | Laugardalsvöllur, Reikiavik                 |
| 1995      | KR Reykjavík                                | 2 - 1                                       | Fram Reykjavík                              | Laugardalsvöllur, Reikiavik                 |
| 1996      | ÍA Akranes                                  | 2 - 1                                       | ÍBV Vestmannæyjar                           | Laugardalsvöllur, Reikiavik                 |
| 1997      | ÍBK Keflavík                                | 1 - 1, 0 - 0 (5-4 pen.)                     | ÍBV Vestmannæyjar                           | Laugardalsvöllur, Reikiavik                 |
| 1998      | ÍBV Vestmannæyjar                           | 2 - 0                                       | Leiftur Ólafsfjörður                        | Laugardalsvöllur, Reikiavik                 |
| 1999      | KR Reykjavík                                | 3 - 1                                       | ÍA Akranes                                  | Laugardalsvöllur, Reikiavik                 |
| 2000      | ÍA Akranes                                  | 2 - 1                                       | ÍBV Vestmannæyjar                           | Laugardalsvöllur, Reikiavik                 |
| 2001      | Fylkir Reykjavík                            | 2 - 2 (5-4 pen.)                            | KA Akureyri                                 | Laugardalsvöllur, Reikiavik                 |
| 2002      | Fylkir Reykjavík                            | 3 - 1                                       | Fram Reykjavík                              | Laugardalsvöllur, Reikiavik                 |
| 2003      | ÍA Akranes                                  | 1 - 0                                       | FH Hafnarfjörður                            | Laugardalsvöllur, Reikiavik                 |
| 2004      | ÍBK Keflavík                                | 3 - 0                                       | KA Akureyri                                 | Laugardalsvöllur, Reikiavik                 |
| 2005      | Valur Reykjavík                             | 1 - 0                                       | Fram Reykjavík                              | Laugardalsvöllur, Reikiavik                 |
| 2006      | ÍBK Keflavík                                | 2 - 0                                       | KR Reykjavík                                | Laugardalsvöllur, Reikiavik                 |
| 2007      | FH Hafnarfjörður                            | 2 - 1                                       | Fjölnir Reykjavík                           | Laugardalsvöllur, Reikiavik                 |
| 2008      | KR Reykjavík                                | 1 - 0                                       | Fjölnir Reykjavík                           | Laugardalsvöllur, Reikiavik                 |
| 2009      | Breiðablik Kopavogur                        | 2 - 2 (5-4 pen.)                            | Fram Reykjavík                              | Laugardalsvöllur, Reikiavik                 |
| 2010      | FH Hafnarfjörður                            | 4 - 0                                       | KR Reykjavík                                | Laugardalsvöllur, Reikiavik                 |
| 2011      | KR Reykjavík                                | 2 - 0                                       | Þór Akureyri                                | Laugardalsvöllur, Reikiavik                 |
| 2012      | KR Reykjavík                                | 2 - 1                                       | Stjarnan Garðabær                           | Laugardalsvöllur, Reikiavik                 |
| 2013      | Fram Reykjavik                              | 3 - 3 (3-1 pen.)                            | Stjarnan Garðabær                           | Laugardalsvöllur, Reikiavik                 |
| 2014      | KR Reykjavík                                | 2 - 1                                       | Keflavík ÍF                                 | Laugardalsvöllur, Reikiavik                 |
| 2015      | Valur Reykjavík                             | 2 - 0                                       | KR Reykjavík                                | Laugardalsvöllur, Reikiavik                 |
| 2016      | Valur Reykjavík                             | 2 - 0                                       | ÍBV Vestmannæyjar                           | Laugardalsvöllur, Reikiavik                 |
| 2017      | ÍBV Vestmannæyjar                           | 1 - 0                                       | FH Hafnarfjörður                            | Laugardalsvöllur, Reikiavik                 |
| 2018      | Stjarnan Garðabær                           | 0 - 0 (4-1 pen.)                            | Breiðablik Kopavogur                        | Laugardalsvöllur, Reikiavik                 |
| 2019      | Víkingur Reykjavík                          | 1 - 0                                       | FH Hafnarfjörður                            | Laugardalsvöllur, Reikiavik                 |
| 2020      | Abandonado debido a la Pandemia de COVID-19 | Abandonado debido a la Pandemia de COVID-19 | Abandonado debido a la Pandemia de COVID-19 | Abandonado debido a la Pandemia de COVID-19 |
| 2021      | Víkingur Reykjavík                          | 3 - 0                                       | ÍA Akranes                                  | Laugardalsvöllur, Reikiavik                 |
| 2022      | Víkingur Reykjavík                          | 3 - 2                                       | FH Hafnarfjörður                            | Laugardalsvöllur, Reikiavik                 |
| 2023      | Víkingur Reykjavík                          | 3 - 1                                       | KA Akureyri                                 | Laugardalsvöllur, Reikiavik                 |
| 2024      | KA Akureyri                                 | 2 - 0                                       | Víkingur Reykjavík                          | Laugardalsvöllur, Reikiavik                 |

## Títulos por club
| Club                 | Campeón | 2° | Años Campeón                                                                       |
| -------------------- | ------- | -- | ---------------------------------------------------------------------------------- |
| KR Reykjavík         | 14      | 5  | 1960, 1961, 1962, 1963, 1964, 1966, 1967, 1994, 1995, 1999, 2008, 2011, 2012, 2014 |
| Valur Reykjavík      | 11      | 3  | 1965, 1974, 1976, 1977, 1988, 1990, 1991, 1992, 2005, 2015, 2016                   |
| ÍA Akranes           | 9       | 10 | 1978, 1982, 1983, 1984, 1986, 1993, 1996, 2000, 2003                               |
| Fram Reykjavík       | 8       | 10 | 1970, 1973, 1979, 1980, 1985, 1987, 1989, 2013                                     |
| ÍBV Vestmannæyjar    | 5       | 7  | 1968, 1972, 1981, 1998, 2017                                                       |
| Víkingur Reykjavík   | 5       | 2  | 1971, 2019, 2021, 2022, 2023                                                       |
| Keflavik ÍF          | 4       | 6  | 1975, 1997, 2004, 2006                                                             |
| FH Hafnarfjörður     | 2       | 5  | 2007, 2010                                                                         |
| Fylkir Reykjavík     | 2       | -  | 2001, 2002                                                                         |
| KA Akureyri          | 1       | 4  | 2024                                                                               |
| Breiðablik Kópavogur | 1       | 2  | 2009                                                                               |
| Stjarnan Garðabær    | 1       | 2  | 2018                                                                               |
| ÍB Akureyri          | 1       | -  | 1969                                                                               |
| Fjölnir Reykjavík    | -       | 2  | -----                                                                              |
| UMF Grindavík        | -       | 2  | -----                                                                              |
| KR-b Reykjavík       | -       | 1  | -----                                                                              |
| Leiftur Ólafsfjörður | -       | 1  | -----                                                                              |
| Viðir Garðdur        | -       | 1  | -----                                                                              |
| þór Akureyri         | -       | 1  | -----                                                                              |